# Езалк
Езалк (*д/н — 207 до н. е.) — цар племінного союзу массіліїв (Східна Нумідія) в 207 році до н. е.

## Життєпис
Син Зелалсена, царя массіліїв. відомостей про нього обмаль. Посів трон близько 207 року до н. е. Деякі дослідники припускають, що це сталося 210 року до н. е. на той час був досить старим й хворим. Дотримувався союзу з Карфагеном, одружившись на небозі Ганнібала.
Помер Езалк вже незабаром. Трон спадкував його старший син Капусса.